# Codex Guta-Sintram
Le Codex Guta-Sintram est un manuscrit enluminé daté de 1154, exécuté à Marbach et dans ses environs en Alsace. Peint dans le style roman, il est actuellement conservé à la Bibliothèque du Grand séminaire de Strasbourg (Ms.37).

## Historique
Le début du manuscrit, dont le nom latin de Codex désigne un bois creusé d'abord en barque, puis en reliure, contient un colophon détaillant exceptionnellement sa création : il est achevé en 1154, rédigé par la chanoinesse Guta, du couvent de Schwarzenthann, et enluminé par le chanoine Sintram de Marbach. L'abbaye de Marbach est en effet un monastère d'abord double, regroupant chanoines et chanoinesses sous la règle de saint Augustin : il fut fondé en 1089 par Manegold de Lautenbach, à la demande de Burckart de Gueberschwihr : celui-ci relayait ainsi la volonté épiscopale de réconciliation entre les partisans de l'empereur Henri IV et de la papauté qu'opposait la longue et sanglante Querelle des Investitures. Les chanoinesses s'installèrent dans leur prieuré de Schwartzenthann (actuelle commune de Wintzfelden) entre 1117 et 1124.

## Description
Le manuscrit associe différents textes nécessaires à la vie quotidienne des chanoines et des chanoinesses :
- des textes liminaires (voir ci-dessous la première image à partir de la gauche), dont la célèbre dédicace (ci-contre) à la Vierge Marie par Sintram et Guta, des considérations sur le temps chronologique autant qu'atmosphérique, ainsi que les chartes - y compris une paraphrase féministe de béatitude, attribuée à Manegold de Lautenbach
- un calendrier dont il manque d'abord de rares pages, puis en entier les trois derniers mois de l'année : après chaque riche double page calendaire ornée de miniatures zodiacales, quotidiennes et hygiéniques, cinq colonnes... proposent chaque année pour chaque jour, successivement, la ou les mentions de saint, puis les membres de l'Eglise décédés à cette date, donc nés au ciel ce jour-là : par ordre d'importance décroissant dans le rôle ecclésial qu'elles ont joué, les (pré)noms des personnes ayant d'avance demandé, pour leur salut, l'intercession et/ou l'inhumation chez les chanoinesses figurent l'un après l'autre, constituant un précieux corpus onomastique et historique
- un homiliaire : recueil de sermons patristiques pour l'année liturgique, orné d'enluminures spirituelles et visionnaires, parfois appairées c'est-à-dire doubles et capables de relier de manière novatrice à l'Ancien Testament le Nouveau
- la règle de saint Augustin, commentée par Hugues de Saint-Victor
- L'application de cette règle à la communauté de Marbach-Schwarzenthann : ce Coutumier rédigé dans un latin nuancé, voire mystique et démocratique, où affleure même une notation musicale en neumes, et vraisemblablement dicté par endroits, en tout cas globalement inspiré, par Manegold de Lautenbach, assura le rayonnement de Marbach en durée comme en profondeur. Ainsi le Codex vogua pour influencer généreusement les communautés religieuses alentour, dont celle d'Herrade de Landsberg. Le dominicain Joseph SIEGWART a établi le texte de son coutumier en 1964 avec un substantiel apparat critique et l'a traduit en allemand à la fin des Commentaires qui accompagnent le fac-similé du Codex Guta-Sintram réalisé par Béatrice WEIS en 1982.

Si le Codex Guta-Sintram est surtout célèbre pour son calendrier qui contient des instructions et conseils pour l'alimentation et la santé au jour le jour, le Coutumier mérite également d'être étudié de près par son apport humain, voire respectueux, à la vie de prière et de service menée dans une communauté.

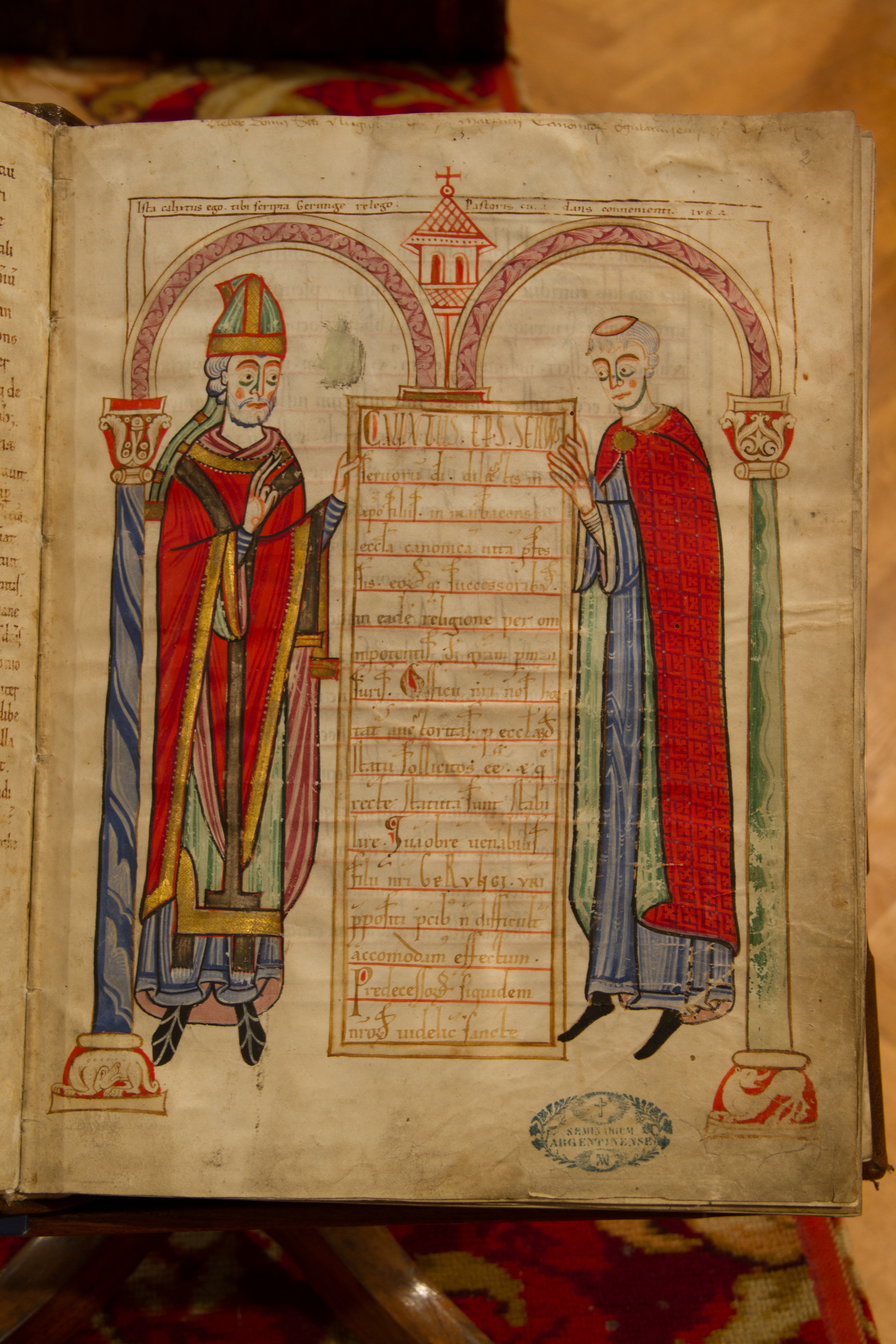
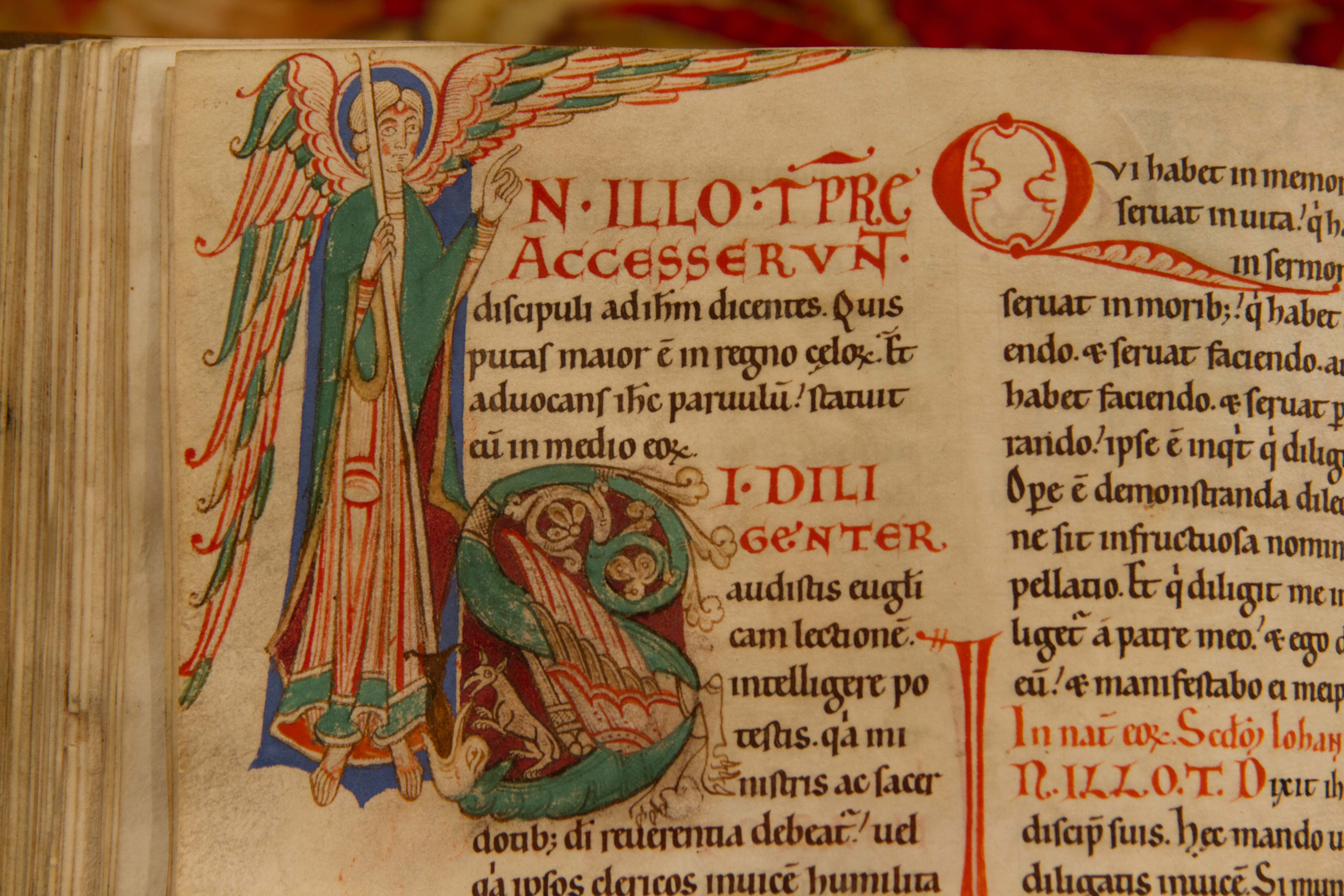
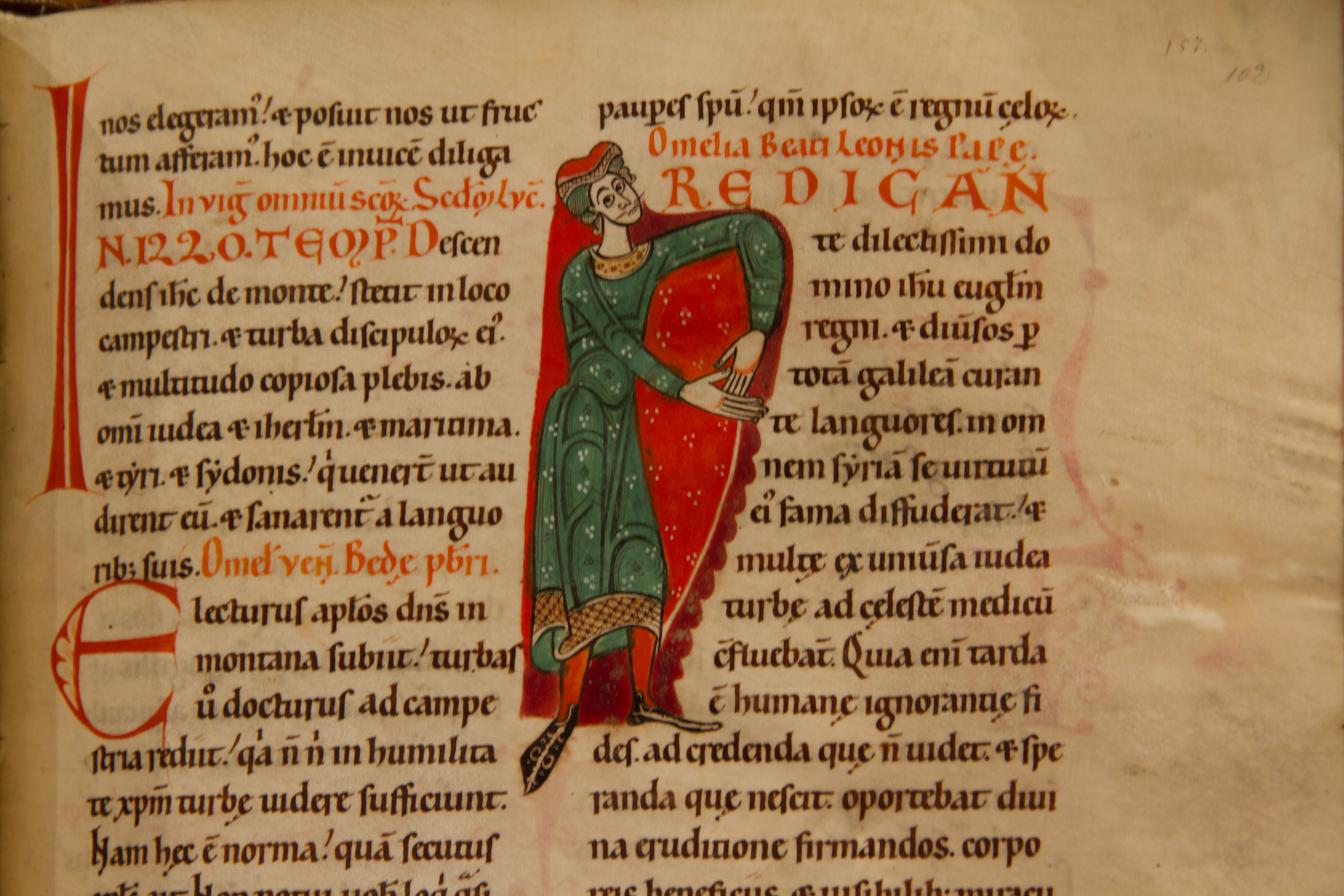